# Coryphaenoides filamentosus
Coryphaenoides filamentosus är en fiskart som beskrevs av Okamura, 1970. Coryphaenoides filamentosus ingår i släktet Coryphaenoides och familjen skolästfiskar. Inga underarter finns listade i Catalogue of Life.